# Estadio Chi Lăng
El Estadio Chi Lăng (en vietnamita: San Van Đồng Chi Lang) es un estadio multiusos ubicado en la ciudad de Đà Nẵng en Vietnam, se utiliza principalmente para la práctica del fútbol y de atletismo. El estadio inaugurado en 1954 tiene una capacidad para 28 000 personas, y es el estadio del club SHB Đà Nẵng de la V-League, la liga de fútbol vietnamita.